# Työsaari (ö i Södra Karelen, Villmanstrand, lat 60,95, long 27,67)
Työsaari är en ö i Finland. Den ligger i sjön Kivijärvi och i kommunen Luumäki i den ekonomiska regionen  Villmanstrands ekonomiska region  och landskapet Södra Karelen, i den södra delen av landet, 170 km nordost om huvudstaden Helsingfors. Öns area är 11,8 hektar och dess största längd är 0,7 kilometer i öst-västlig riktning.